# Canariellum brunnipenne
Canariellum brunnipenne är en tvåvingeart som först beskrevs av Macquart 1839.  Canariellum brunnipenne ingår i släktet Canariellum och familjen svävflugor.
Artens utbredningsområde är Kanarieöarna. Inga underarter finns listade i Catalogue of Life.